# ماجد عرسان الکیلانی
ماجد عرسان الکیلانی (۱۹۳۲–۲۰۱۵) مورخ اردنی بود. او برای نگارش کتاب فلسفه تربیت اسلامی برگزیدهٔ اولین دورهٔ جشنوارهٔ بین‌المللی فارابی شد.